# Мелвін Ентоні
Мелвін Ентоні (англ. Melvin Anthony; нар. 13 листопада 1972, Сакраменто, Каліфорнія, США) — професійний культурист.

## Біографія

### Ранні роки
Мелвін Ентоні народився 13 листопада 1972 року в Сакраменто, Каліфорнія. В юності мало цікавився бодібілдінгом. Все змінилося, коли він випадково зустрів спортсмена. Спортсмен сказав, що гріх не скористатися такою чудовою статурою як у Мелвіна для перемог в професійних змаганнях. Слова незнайомця змінили все його подальше життя.
Після цієї зустрічі Мелвін почав наполегливо тренуватися, і до 18 років у нього вже було прекрасне статура. Завдяки цьому він зміг безперешкодно вступити до коледжу «Сан-Бернардіно Веллі» (англ. San Bernardino Valley College), де йому була призначена стипендія футболіста. Хоча він ні разу не грав у футбол, він зумів всіх переконати в тому, що є професійним гравцем.

### Кар'єра культуриста
На змаганнях з бодібілдингу Мелвін почав виступати, коли закінчував навчання в коледжі. У 1995 році він посів перше місце в «NPC Palm Springs competition».
У 2000 році атлет отримує професійний статус у Міжнародній Федерації Бодібілдерів.

## Особисте життя
В даний час Мелвін проживає в Каліфорнії зі своєю дружиною Іветт (англ. Ivette).

## Виступи

### Перемоги
- Ніч Чемпіонів — 1 місце (2004)
- Атлантик-Сіті Про — 1 місце (2008)

## Антропометричні дані
- Груди — 138 см
- Стегно — 72 см
- Біцепс — 53 см
- Гомілка — 52,5 см
- Талія — 70 см

## Цікаві факти
- Мелвін — глибоко релігійна людина.
- У коледжі Мелвін отримав освіту за спеціальністю візажист-манікюрщик.
- Мелвін є офіційним представником багатьох фітнес-журналів.